# El Bola
El Bola es una película dramática española del año 2000 dirigida por Achero Mañas y protagonizada por Juan José Ballesta, que supuso su debut como actor. La película ganó cuatro Premios Goya incluyendo el de mejor película.

## Sinopsis
Pablo, también conocido por su apodo como "El Bola" (Juan José Ballesta) es un niño de doce años de edad que sufre abusos por parte de su padre (Manuel Morón). Su situación familiar violenta le impide tener amigos hasta que un nuevo alumno, Alfredo (Pablo Galán), se presenta en la escuela. El ambiente cálido y el cuidado en la familia de Alfredo ofrece un marcado contraste con la situación de opresión de Pablo con su padre. Pronto, Pablo encuentra una realidad diferente en la familia de su nuevo amigo que le enseña a enfrentarse con valor a sus peores temores.

## Reparto
| Intérprete             | Personaje                |
| ---------------------- | ------------------------ |
| Juan José Ballesta     | Pablo González "El Bola" |
| Pablo Galán            | Alfredo                  |
| Manuel Morón           | Mariano                  |
| Ana Wagener            | Laura                    |
| Nieve de Medina        | Marisa                   |
| Gloria Muñoz           | Aurora                   |
| Javier Lago            | Alfonso                  |
| Omar Muñoz             | Juan                     |
| Alberto Jiménez        | José                     |
| Omar Muñoz             | Juan                     |
| Soledad Osorio         | Abuela                   |
| Alfonso Vallejo        | Vecino                   |
| Manolo Caro            | Birras                   |
| Juan Carlos Martín     | Sebas                    |
| Máximo Jiménez         | Cobeta                   |
| Miguel Ángel Gutiérrez | Salva                    |
| Alberto Parras         | Chaval 1                 |
| Adrián Gil             | Chaval 2                 |
| Juan Ramón Deacal      | Amigo 2                  |
| Andrés Gertrúdix       | Javi                     |
| Rosario Santesmases    | Maestra                  |
| Pau Cólera             | Cliente Ferretería       |
| Ana Frau               | Encarna                  |
| Esteban Massana        | Profesor                 |
| Enrique Pérez 'Mao'    | Ramiro                   |
| Rafael Martínez Ruiz   | Lolo                     |
| Carmen del Valle       | Camarera Bar             |
| Joaquín Berrueco       | Policía 1                |
| Concha Santiago        | Policía 2                |
| Juan Lorente           | Félix                    |
| Makauly Guillermo      | Rojo                     |
| Tamara Quitral         | Enfermera                |
| Carlos Morote          | Doctor                   |
| Alicia Cifredo         | Ayudante Doctor          |
| Daniel Contreras       | Tatuador                 |
| Golfo                  | Golfo                    |

## Rodaje
La película se rodó en Madrid, en los barrios de Carabanchel, Lucero, Casa de Campo, Viaducto de la calle Segovia.

## Palmarés cinematográfico
XV edición de los Premios Goya
| Categoría              | Persona                                                          | Resultado |
| ---------------------- | ---------------------------------------------------------------- | --------- |
| Mejor película         | Mejor película                                                   | Ganador   |
| Mejor director novel   | Achero Mañas                                                     | Ganador   |
| Mejor actor revelación | Juan José Ballesta                                               | Ganador   |
| Mejor guion original   | Achero Mañas Verónica Fernández                                  | Ganadores |
| Mejor sonido           | Daniel Goldstein Ricardo Steinberg Sergio Burman Jaime Fernández | Nominados |

Medallas del Círculo de Escritores Cinematográficos de 2000
| Categoría            | Persona                         | Resultado |
| -------------------- | ------------------------------- | --------- |
| Mejor película       | Mejor película                  | Ganadora  |
| Mejor actor          | Juan José Ballesta              | Ganador   |
| Mejor guion original | Achero Mañas Verónica Fernández | Ganadores |
| Premio revelación    | Achero Mañas                    | Ganador   |

- Ganadora a Mejor Guion en el Festival de Sundance.
- Ganadora del Plato de Oro en el Premio de la Familia - Italia.